# 蝰神龍屬
蝰神龙（属名：Vouivria）是植食性腕龙科蜥脚类恐龙的一个属，于晚侏罗世期间生存于今天的法国一带，模式种是当帕里蝰神龙（Vouivria damparisensis）。

## 历史

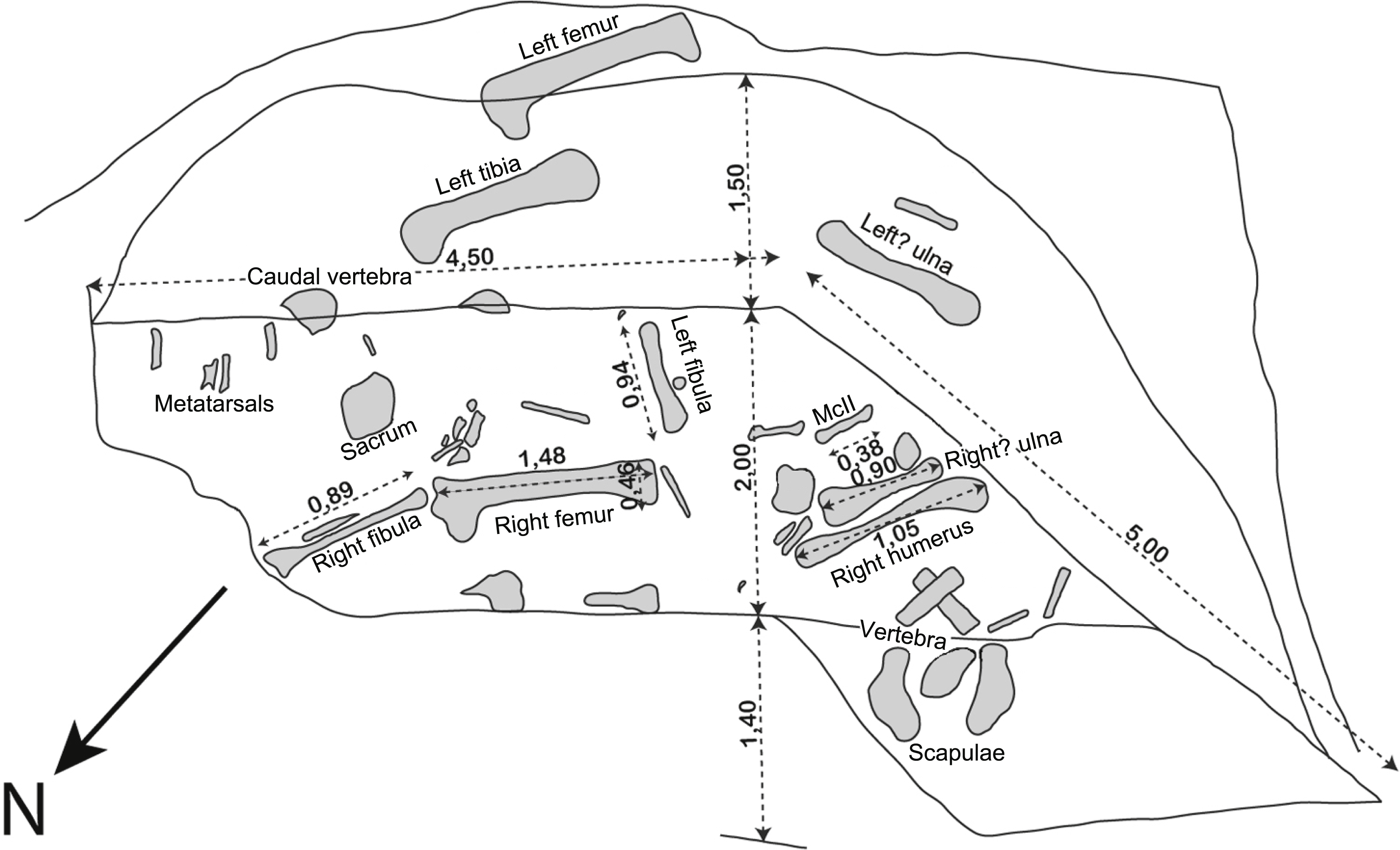
标本刚出土时的状态

1926年，索尔维集团开始发挖弗朗什-孔泰当帕里附近贝拉瓦的一个白垩岩采石场。1934年4月，工人注意到采石场东南面有大型骨骼化石。工头科赫瑞（Koehret）看到肩胛骨后通知了工程师韦哈斯（Verhas）和查丁（Chardin），两人建议主任埃蒂安·海伦斯（Étienne Haerens）立即挖掘含有遗骸的泥灰岩透镜状岩层，古生物学家让·皮韦托（Jean Piveteau）和莱蒙·西瑞（Raymond Ciry）被委派监督该工作。挖掘工作自1934年5月开始，于1934年6月22日结束。同年，让·德·道罗（Jean de Dorlodot）男爵发表一篇关于挖掘过程的文章，其中认为，这些属于蜥脚类单个个体的大部分骨骼是被洪水淹没后冲入海中。
公司将这些骨髂捐给巴黎的法国国家自然历史博物馆，标者制备者潘萨德（Pansard）在这里将部分骨骼从岩石基质中取出。得益于潘萨德的进一步制备，阿尔伯特－菲力克斯·德·拉伯伦特（Albert-Félix de Lapparent）于1939年开始对其进行详细研究。1943年，德·拉伯伦特发表一篇描述，将这些蜥脚类骨骼归入根据马达加斯加发现的零散遗骸所命名的物种――马达加斯加沟椎龙，并将其中发现的七颗兽脚类牙齿归入显著斑龙。

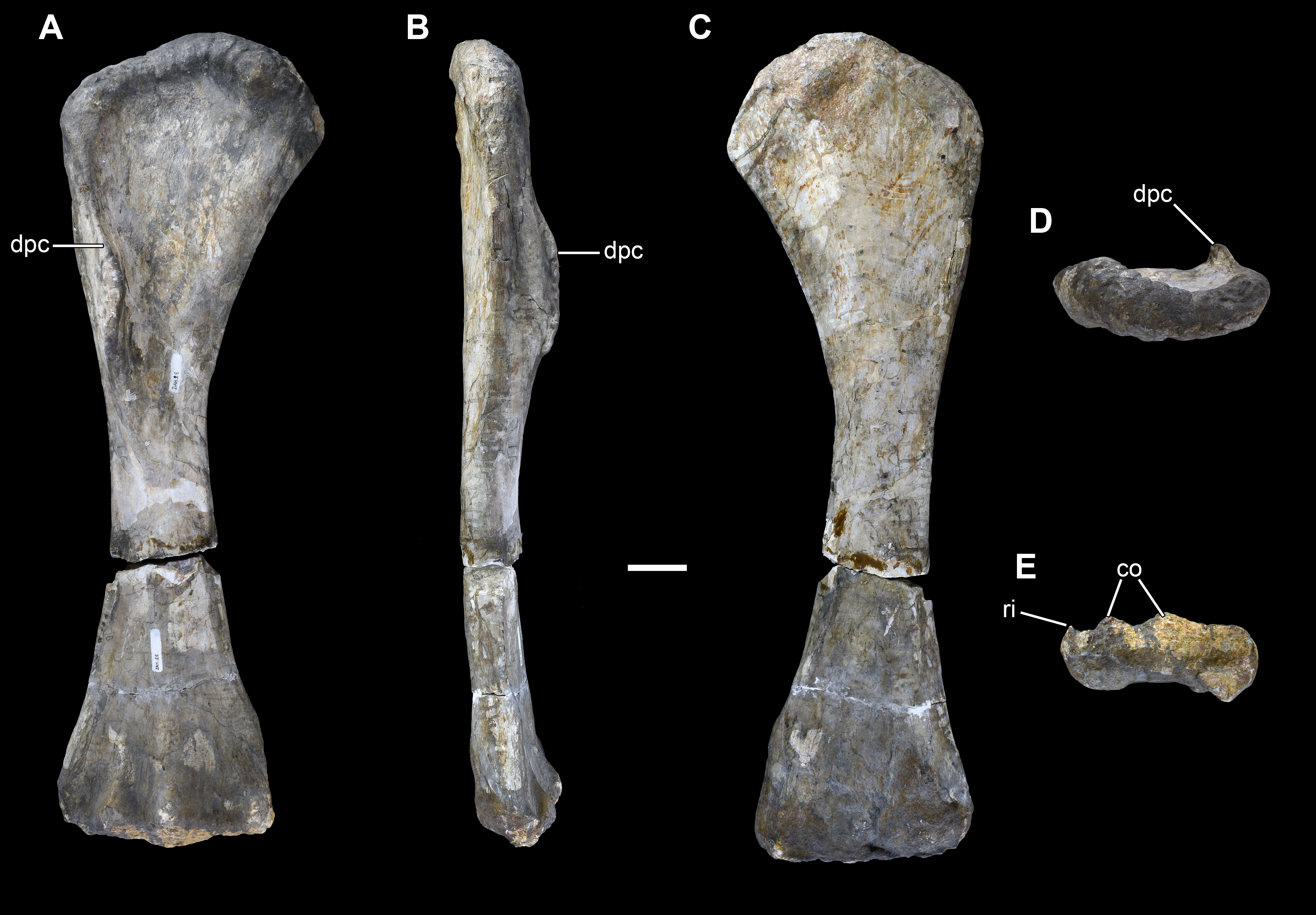
肱骨

到20世纪80年代，人们已达成共识认为该骨骼与马达加斯加沟椎龙关系不大，并称之为“法国沟椎龙”或“当帕里的蜥脚类”。它是长期以来法国发现的最完整的蜥脚类之一，因此被认为足够重要以命名新分类单元。ee2017年，模式种当帕里蝰神龙（Vouivria damparisensis）由菲利浦·曼尼翁（Philip D.Mannion）、罗南·艾伦（Ronan Allain）和奥利弗·莫因（Olivier Moine）命名并描述。属名为法语la vouivre――该词本身源自拉丁语vipera，意为“蝰蛇”――的拉丁化，指当地传说中的飞龙。法国作家马塞尔·埃梅（Marcel Aymé）曾于1941年以该主题创作著名小说《La Vouivre》，其中将这条龙描写成饰有巨大红宝石的美丽女子的形象。种名取自化石发现地当帕里。

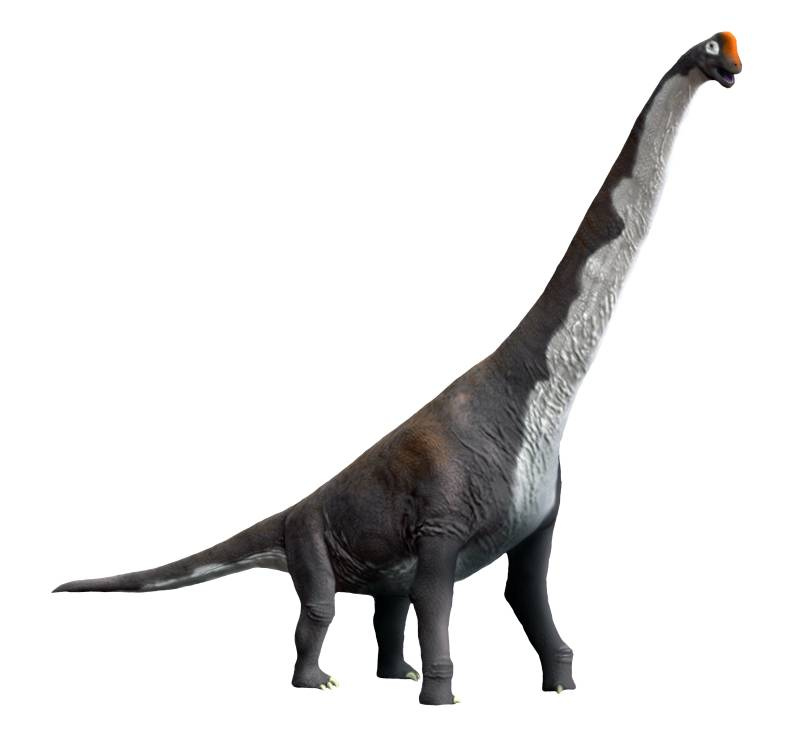
复原图

正模标本MNHN.F.1934.6 DAM 1-42发现于克莱瓦尔钙质岩（Calcaires de Clerval）的一层中，可能出自牛津阶中至晚期的莫查德潮汐段（Tidalites de Mouchard member），化石年龄可能在1.635至1.573亿年之间，由缺少颅骨的部分骨骼组成，包含五颗牙齿、三节颈椎、两节背椎、四节骶前椎、一节前段尾椎、肋骨、两个肩胛骨、右喙骨、右肱骨、两个尺骨、一个右腕骨，第一、第二和第三右掌骨、左一至四指的第一指骨、两个疑似的爪骨、骨盆左侧、右坐骨、两个股骨、两个胫骨、两个腓骨、一个左距骨、第一左跖骨以及第一、第二和第三右跖骨，皆发现于大约三十平方米的区域内。骨骼已经脱节，但大致处于原位。2017年据此得出结论称，该动物在海岸泻湖附近死亡，其体重使柔软的白垩形成透镜体岩层，尸体暴露数年后被兽脚类清理，然后被一层新的白垩覆盖，白垩硬化后保护了这些骨骼。

## 描述
估计本属长15米、重15吨。

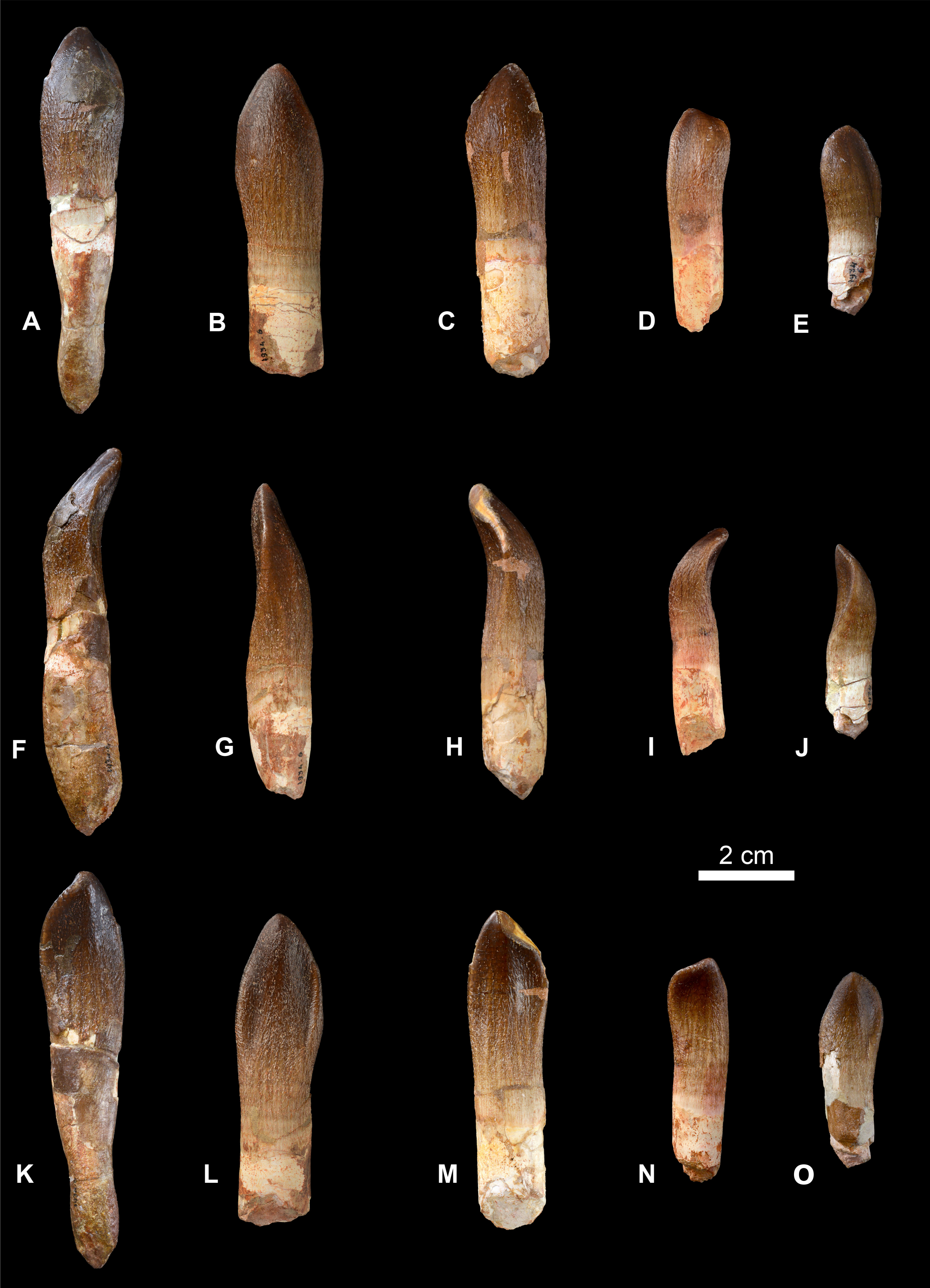
牙齿

描述者鉴别出大量自衍征或独特特征，其中四种可区分蝰神龙及所有其它已知蜥脚类。颈椎中后段的棘后关节突椎板（Spinopostzygapophyseal laminae，简称SPOL，即从后关节突延伸至神经棘的嵴）自神经棘顶部附近向后增厚。在手部第三掌骨中，若将骨骼垂直放置，则沿骨轴内后角延伸的嵴在其全长（从顶部开始测量）约四分之一处分叉，外支具有突出外观。第四掌骨内后角上三分之一处有一突出边缘。股骨下髁之间与后轴交界处有两条横嵴。
此外还发现两种“地区性”自衍征将本属与其腕龙科近亲区分开来。前段尾椎体上的前椎体横板（Anterior centrodiapophyseal lamina，简称ACDL）和后椎体横板（Posterior centrodiapophyseal lamina，简称PCDL）――即指向椎体横突并沿前底面延伸的嵴――结构良好。肱骨上连接三角肌和胸大肌的三角嵴横向宽度是下端两倍。

## 种系发生学
德·拉伯伦特将该标本视为典型腕龙科。2017年的系统发育分析亦证实这一点，表明蝰神龙是该科的基干成员，在分支图中位于欧洲龙之上、高胸腕龙之下。如果结论正确，蝰神龙将成为已知最古老的腕龙科及巨龙形类。